# 855년

## 연호
- 당(唐) 대중(大中) 9년
- 일본(日本) 사이코(斉衡) 2년

## 기년
- 당(唐) 선종(宣宗) 9년
- 신라(新羅) 문성왕(文聖王) 17년
- 발해(渤海) 대이진(大彝震) 26년

## 사망
- 9월 22일 - 로타르 1세, 신성 로마 제국 황제.